# Saint-Maximin (Oise)

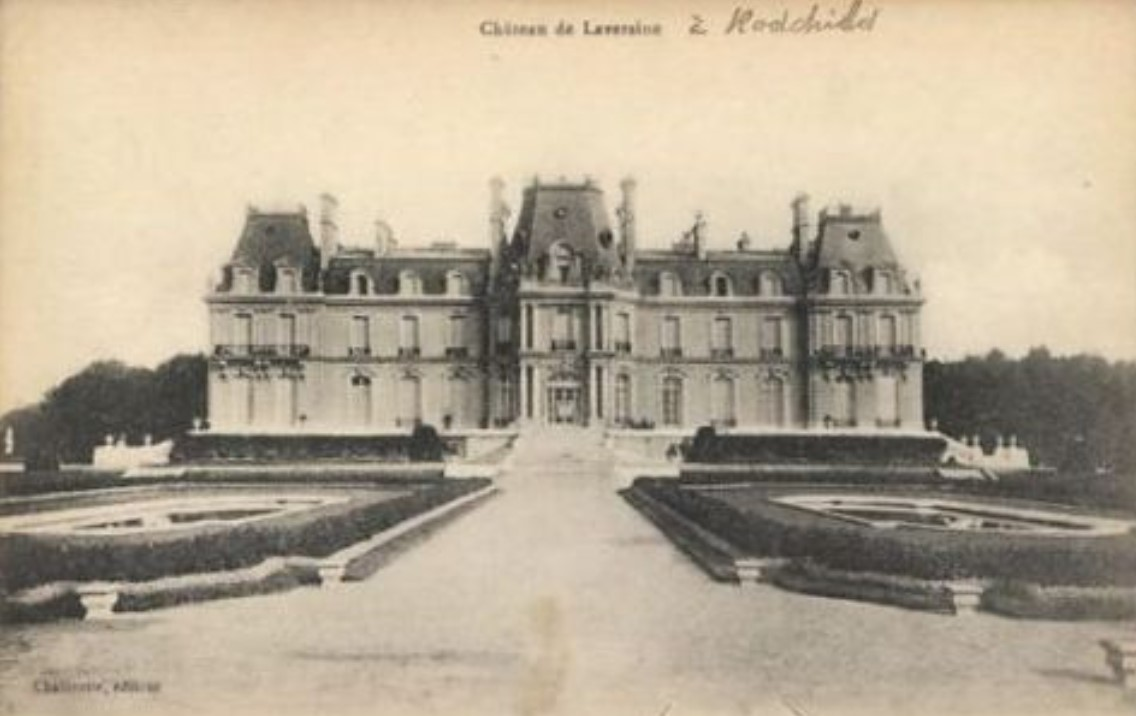
Chateau de Laversine

Saint-Maximin ist ein Ort und eine aus mehreren Dörfern bestehende französische Gemeinde mit 3153 Einwohnern (Stand 1. Januar 2022) im Département Oise in der Region Hauts-de-France in der Kulturlandschaft der Picardie.

## Lage und Klima
Der Ort Saint-Maximin liegt auf dem südöstlichen Ufer der Oise, einem Nebenfluss der Seine, in einer Höhe von ca. 30 m. Die Millionenstadt Paris liegt ca. 55 km (Fahrtstrecke) südlich; das historisch und kulturell bedeutsame Städtchen Senlis ist nur etwa 15 km in östlicher Richtung entfernt. Das vom ca. 140 km entfernten Ärmelkanal beeinflusste Klima ist gemäßigt; Regen (ca. 750 mm/Jahr) fällt übers Jahr verteilt.

## Bevölkerungsentwicklung
| Jahr                       | 1800 | 1851 | 1901 | 1954 | 1999 | 2018 |
| Einwohner                  | 769  | 910  | 1265 | 1518 | 2399 | 2941 |
| Quellen: Cassini und INSEE |      |      |      |      |      |      |

Trotz der Mechanisierung der Landwirtschaft und der Stilllegung kleinerer Bauernhöfe („Höfesterben“) ist eine kontinuierliche Zunahme der Bevölkerungszahl festzustellen, was im Wesentlichen auf der relativen Nähe zu Paris beruht.

## Wirtschaft
Lebensgrundlage der Gemeinde war und ist die Landwirtschaft. Auf dem Gemeindegebiet gibt es einen Steinbruch (carrière), in dem auch heute noch Kalkstein von hoher Qualität abgebaut wird, der über die Flüsse Oise und Seine bis nach Paris transportiert wurde; Viele Bauten des Architekten und Stadtplaners Georges-Eugène Haussmann wurden aus dem Stein erbaut. Ein riesiges Einkaufszentrum (Zone commerciale de Saint-Maximin) befindet sich nördlich des Ortes.

## Geschichte
Der Ortsname wird im 9. Jahrhundert erstmalig erwähnt. Seit dem ausgehenden Mittelalter tragen die Steinbrüche in der Umgebung zu seiner Entwicklung bei.

## Sehenswürdigkeiten
- Die im 11. und 12. Jahrhundert erbaute und ursprünglich einschiffige Église Saint-Maximin wurde in der Folgezeit wiederholt verändert. Seit dem Jahr 1926 ist sie als Monument historique anerkannt.[3]
- Das Maison de la Pierre ermöglicht auch die Besichtigung eines unterirdischen Steinbruchs.[4]

Umgebung
- Ca. 2 km nördlich des Ortes befindet sich das im Jahr 1874 im Auftrag von Baron Gustave de Rothschild erbaute Château de Laversine. Es dient seit 1949 als Schul- und Ausbildungsstätte für benachteiligte Kinder und Jugendliche.

## Persönlichkeiten
Der Karikaturist Godissart de Cari starb hier im Jahr 1848. Heute leben hier der Maler François Rouan und Ivan Callot, Mitbegründer der Rockband Les Fatals Picards.